# Discolaimus major
Discolaimus major är en rundmaskart. Discolaimus major ingår i släktet Discolaimus och familjen Dorylaimidae. Inga underarter finns listade i Catalogue of Life.